# Депутаты Верховного Совета Автономной Республики Крым V созыва
Список депутатов Верховного Совета Крыма 5-го созыва (2006—2010)
| Фамилия, имя, отчество             | Год рождения | Партийность                                                 | От кого избран                             | Место проживания        | Примечание                              |
| ---------------------------------- | ------------ | ----------------------------------------------------------- | ------------------------------------------ | ----------------------- | --------------------------------------- |
| Абдулаев, Азиз Рефатович           | 1953         | беспартийный                                                | Народный Рух Украины                       | Симферополь             |                                         |
| Авидзба, Анатолий Мканович         | 1951         | Компартия Украины                                           | Компартия Украины                          | Ялта                    |                                         |
| Агеев, Виктор Николаевич           | 1959         | Партия регионов                                             | Блок «За Януковича!»                       | Симферополь             |                                         |
| Акимов, Павел Иванович             | 1951         | Партия регионов                                             | Блок «За Януковича!»                       | Раздольненский район    |                                         |
| Аматуни Ашот Апетович              | 1923         | беспартийный                                                | избирательный блок «Блок Куницына»         | Симферополь             |                                         |
| Антоньева Анна Петровна            | 1961         | беспартийная                                                | Блок «За Януковича!»                       | Кировоград              |                                         |
| Ануфриев, Владимир Александрович   | 1938—2011    | Партия регионов                                             | Блок «За Януковича!»                       | Симферопольский район   |                                         |
| Аронов, Рувим Львович              | 1955         | Народно-демократическая партия                              | избирательный блок «Блок Куницына»         | Симферополь             |                                         |
| Бартенев, Александр Владимирович   | 1956—2013    | Партия регионов                                             | Блок «За Януковича!»                       | Феодосия                |                                         |
| Бахарев Константин Михайлович      | 1972         | беспартийный                                                | Блок «За Януковича!»                       | Симферополь             |                                         |
| Бахарев Михаил Алексеевич          | 1947         | беспартийный                                                | Компартия Украины                          | Симферополь             |                                         |
| Бейм, Сергей Геннадиевич           | 1968         | беспартийный                                                | Блок Юлии Тимошенко                        | Симферополь             |                                         |
| Белозеров, Валерий Михайлович      | 1955         | Всеукраинское объединение «Батькивщина»                     | Блок Юлии Тимошенко                        | Керчь                   | депутат с 27.03.2007                    |
| Бубнов, Евгений Григорьевич        | 1958         | Партия регионов                                             | Блок «За Януковича!»                       | Симферополь             |                                         |
| Бурей, Иван Степанович             | 1944         | Партия регионов                                             | Блок «За Януковича!»                       | Симферополь             |                                         |
| Васильев, Александр Модестович     | 1959         | Партия регионов                                             | Блок «За Януковича!»                       | Симферополь             |                                         |
| Велижанский, Сергей Константинович | 1960         | Всеукраинское объединение «Батькивщина»                     | Блок Юлии Тимошенко                        | Симферополь             |                                         |
| Волков, Александр Петрович         | 1946         | Партия регионов                                             | Блок «За Януковича!»                       | Симферополь             |                                         |
| Гресс, Александр Александрович     | 1971         | Республиканская партия Украины                              | оппозиционный блок "Не Так!"               | Симферополь             | депутат в апреле 2006 — сентябре 2009   |
| Гржибовская, Галина Николаевна     | 1947         | Республиканская партия Украины                              | оппозиционный блок "Не Так!"               | Симферополь             | депутат с сентября 2009                 |
| Гривковский, Эдуард Александрович  | 1969         | Партия «Союз»                                               | Партия «Союз»                              | Симферополь             | депутат в апреле 2006 — 20 мая 2009     |
| Гриневич, Андрей Анатольевич       | 1969         | Компартия Украины                                           | Компартия Украины                          | Сакский район           |                                         |
| Гриценко Анатолий Павлович         | 1958         | Партия регионов                                             | Блок «За Януковича!»                       | Ленинский район         |                                         |
| Дышлевый, Игорь Иванович           | 1972         | Партия «Союз»                                               | Партия «Союз»                              | Сакский район           |                                         |
| Ежова, Татьяна Семёновна           | 1957         | Компартия Украины                                           | Компартия Украины                          | Симферополь             |                                         |
| Ермак, Валерий Фёдорович           | 1942—2013    | беспартийный                                                | Партия «Союз»                              | Симферополь             |                                         |
| Жилин, Анатолий Алексеевич         | 1949         | Партия регионов                                             | Блок «За Януковича!»                       | Симферополь             |                                         |
| Зайцев Пётр Дмитриевич             | 1952         | Партия регионов                                             | Блок «За Януковича!»                       | Симферополь             |                                         |
| Запорожец, Пётр Петрович           | 1950         | Партия регионов                                             | Блок «За Януковича!»                       | Симферополь             |                                         |
| Захаров, Вячеслав Романович        | 1947         | Компартия Украины                                           | Компартия Украины                          | Симферополь             |                                         |
| Зверева, Татьяна Николаевна        | 1950         | Всеукраинское объединение «Батькивщина»                     | Блок Юлии Тимошенко                        | Симферополь             |                                         |
| Зубков, Олег Алексеевич            | 1968         | беспартийный                                                | Блок Юлии Тимошенко                        | Ялта                    |                                         |
| Иванов, Валерий Валериевич         | 1975         | Прогрессивная социалистическая партия Украины               | Блок Наталии Витренко «Народная оппозиция» | Симферополь             |                                         |
| Иено, Павел Александрович          | 1976         | Партия регионов                                             | Блок «За Януковича!»                       | Керчь                   | депутат с 23.11.2007                    |
| Ильясов, Ремзи Ильясович           | 1958         | беспартийный                                                | Народный Рух Украины                       | Симферополь             |                                         |
| Иоффе Григорий Адольфович          | 1953         | Партия регионов                                             | Блок «За Януковича!»                       | Симферополь             |                                         |
| Казарин, Владимир Павлович         | 1952         | беспартийный                                                | избирательный блок «Блок Куницына»         | Симферополь             |                                         |
| Казаченко, Сергей Васильевич       | 1962         | Демократическая партия Украины                              | избирательный блок «Блок Куницына»         | Симферополь             |                                         |
| Кайбуллаев, Шевкет Энверович       | 1954         | беспартийный                                                | Народный Рух Украины                       | Симферополь             |                                         |
| Клычников Владимир Николаевич      | 1964         | Партия «Союз»                                               | Партия «Союз»                              | Симферополь             |                                         |
| Князький, Александр Витальевич     | 1963         | Партия «Союз»                                               | Партия «Союз»                              | Саки                    | депутат в марте 2006 — 20 сентября 2006 |
| Ковитиди, Ольга Фёдоровна          | 1962         | беспартийная                                                | избирательный блок «Блок Куницына»         | Симферополь             |                                         |
| Козенко, Андрей Дмитриевич         | 1981         | Партия «Русский блок»                                       | Блок «За Януковича!»                       | Симферополь             |                                         |
| Колисниченко, Николай Петрович     | 1949         | Партия регионов                                             | Блок «За Януковича!»                       | Белогорский район       |                                         |
| Коноваленко, Галина Ивановна       | 1957         | Партия регионов                                             | Блок «За Януковича!»                       | Симферополь             |                                         |
| Константинов Владимир Андреевич    | 1956         | Партия регионов                                             | Блок «За Януковича!»                       | Симферополь             |                                         |
| Копаенко, Лариса Фёдоровна         | 1942         | Всеукраинское политическое объединение «Женщины за будущее» | оппозиционный блок "Не Так!"               | Симферополь             |                                         |
| Корнилов, Юрий Петрович            | 1953         | Компартия Украины                                           | Компартия Украины                          | Евпатория               |                                         |
| Котляревский, Николай Николаевич   | 1973         | Партия «Союз»                                               | Партия «Союз»                              | Евпатория               | депутат с 22.05.2009                    |
| Красикова, Татьяна Александровна   | 1945         | Всеукраинское объединение «Батькивщина»                     | Блок Юлии Тимошенко                        | Симферополь             |                                         |
| Крыжко Алексей Леонтьевич          | 1938—2008    | беспартийный                                                | Блок «За Януковича!»                       | Симферополь             |                                         |
| Куницын, Сергей Владимирович       | 1960         | Народно-демократическая партия                              | избирательный блок «Блок Куницына»         | Симферополь             |                                         |
| Кучеренко, Валерий Михайлович      | 1948         | Компартия Украины                                           | Компартия Украины                          | Симферополь             |                                         |
| Лиев, Александр Сергеевич          | 1976         | беспартийный                                                | избирательный блок «Блок Куницына»         | Севастополь             | депутат с 05.11.2009                    |
| Лубина, Людмила Евгеньевна         | 1957         | беспартийная                                                | Блок Наталии Витренко «Народная оппозиция» | Симферополь             |                                         |
| Лукашев, Игорь Михайлович          | 1962         | Партия регионов                                             | Блок «За Януковича!»                       | Симферополь             |                                         |
| Матвеев, Станислав Олегович        | 1955         | Партия «Русский блок»                                       | Блок «За Януковича!»                       | Саки                    |                                         |
| Мельник, Александр Иосифович       | 1971         | беспартийный                                                | Блок «За Януковича!»                       | Симферополь             |                                         |
| Мельникова, Людмила Васильевна     | 1949         | Партия «Русский блок»                                       | Блок «За Януковича!»                       | Алушта                  | депутат с 12.04.2007                    |
| Миримский, Лев Юльевич             | 1960         | Партия «Союз»                                               | Партия «Союз»                              | Симферополь             |                                         |
| Михайлов, Евгений Анатольевич      | 1951         | Партия регионов                                             | Блок «За Януковича!»                       | Симферополь             |                                         |
| Могаричев, Юрий Миронович          | 1964         | Всеукраинское объединение «Батькивщина»                     | Блок Юлии Тимошенко                        | Симферополь             |                                         |
| Можаева, Татьяна Олеговна          | 1958         | Всеукраинское объединение «Батькивщина»                     | Блок Юлии Тимошенко                        | Симферополь             | депутат с марта 2006 по 23 марта 2007   |
| Мустецов, Вадим Анатольевич        | 1962         | Партия регионов                                             | Блок «За Януковича!»                       | Красногвардейский район |                                         |
| Нестеренко, Юрий Ильич             | 1947—2007    | Партия регионов                                             | Блок «За Януковича!»                       | Симферополь             |                                         |
| Овдиенко, Александр Дмитриевич     | 1965         | Всеукраинское объединение «Батькивщина»                     | Блок Юлии Тимошенко                        | Евпатория               |                                         |
| Пилунский, Леонид Петрович         | 1947         | Народный Рух Украины                                        | Народный Рух Украины                       | Симферополь             |                                         |
| Попов, Виктор Анатольевич          | 1970         | беспартийный                                                | Блок Наталии Витренко «Народная оппозиция» | Симферополь             |                                         |
| Присяжнюк Анатолий Иосифович       | 1953         | беспартийный                                                | Компартия Украины                          | Симферополь             |                                         |
| Раскин, Сергей Михайлович          | 1947         | беспартийный                                                | Блок Юлии Тимошенко                        | Симферополь             | депутат с 23.11.2007                    |
| Ремез, Валерий Васильевич          | 1963         | Партия «Союз»                                               | Партия «Союз»                              | Симферопольский район   |                                         |
| Ризун, Николай Васильевич          | 1945         | Партия «Союз»                                               | Партия «Союз»                              | Симферополь             | депутат с 27.09.2006                    |
| Рогозенко, Анатолий Владимирович   | 1961         | Партия регионов                                             | Блок «За Януковича!»                       | Советский район         |                                         |
| Родивилов, Олег Леонидович         | 1965         | Партия «Русский блок»                                       | Блок «За Януковича!»                       | Евпатория               |                                         |
| Романенко, Сергей Дмитриевич       | 1939         | Партия регионов                                             | Блок «За Януковича!»                       | Симферополь             |                                         |
| Рудаков, Виталий Степанович        | 1948         | Партия «Русский блок»                                       | Блок «За Януковича!»                       | Черноморское            |                                         |
| Русецкий, Олег Леонидович          | 1961         | Партия «Союз»                                               | Партия «Союз»                              | Симферопольский район   | депутат с марта 2006 по 16.06.2010      |
| Савченко, Светлана Борисовна       | 1965         | Партия «Союз»                                               | Партия «Союз»                              | Симферополь             |                                         |
| Салиев, Сервер Ибрагимович         | 1947         | беспартийный                                                | Народный Рух Украины                       | Симферополь             |                                         |
| Свиридонов, Александр Николаевич   | 1946         | беспартийный                                                | избирательный блок «Блок Куницына»         | Симферополь             |                                         |
| Свистунов, Александр Григорьевич   | 1947         | Партия «Русский блок»                                       | Блок «За Януковича!»                       | Симферополь             |                                         |
| Сеттаров, Рает Рефатович           | 1961         | беспартийный                                                | Народный Рух Украины                       | Симферополь             |                                         |
| Сибилев, Александр Андреевич       | 1946         | Социал-демократическая партия Украины (объединенная)        | Оппозиционный блок НЕ ТАК!                 | Симферополь             | депутат с ноября 2007                   |
| Сидорова, Софья Ивановна           | 1943         | беспартийная                                                | Блок «За Януковича!»                       | Симферополь             |                                         |
| Симонова, Татьяна Куприяновна      | 1949         | Партия «Русский блок»                                       | Блок «За Януковича!»                       | Армянск                 |                                         |
| Слабовский, Владимир Леонардович   | 1962         | Партия «Союз»                                               | Партия «Союз»                              | Симферополь             |                                         |
| Слюсаренко, Олег Александрович     | 1967         | Партия регионов                                             | Блок «За Януковича!»                       | Армянск                 |                                         |
| Стадник, Виталий Михайлович        | 1960         | беспартийный                                                | избирательный блок «Блок Куницына»         | Симферополь             |                                         |
| Сулейманов, Абмажит Мамбетович     | 1957         | беспартийный                                                | Народный Рух Украины                       | Советский район         |                                         |
| Сумцов, Андрей Анатольевич         | 1974         | Партия «Русско-Украинский Союз» (РУСЬ)                      | Блок Наталии Витренко «Народная оппозиция» | Киев                    |                                         |
| Табачник, Дмитрий Владимирович     | 1963         | Партия регионов                                             | Блок «За Януковича!»                       | Киев                    | депутат в апреле 2006 - ноябре 2007     |
| Тараненко, Сергей Евгеньевич       | 1954         | беспартийный                                                | Компартия Украины                          | Ялта                    |                                         |
| Теминдаров, Смаил Сулейманович     | 1962         | беспартийный                                                | Народный Рух Украины                       | Феодосия                |                                         |
| Токарев, Павел Владимирович        | 1961         | беспартийный                                                | Блок Наталии Витренко «Народная оппозиция» | Симферополь             |                                         |
| Туманова, Валентина Викторовна     | 1947         | Партия регионов                                             | Блок «За Януковича!»                       | Симферополь             | депутат с сентября 2008                 |
| Удовина, Ольга Максимовна          | 1953         | Народно-демократическая партия                              | избирательный блок «Блок Куницына»         | Симферополь             |                                         |
| Умрихина, Татьяна Викторовна       | 1953         | Партия регионов                                             | Блок «За Януковича!»                       | Керчь                   |                                         |
| Фикс Ефим Зисьевич                 | 1946         | Социал-демократическая партия Украины (объединенная)        | Оппозиционный блок НЕ ТАК!                 | Симферополь             |                                         |
| Ходацкая, Ольга Владимировна       | 1964         | Партия «Русско-Украинский Союз» (РУСЬ)                      | Блок Наталии Витренко «Народная оппозиция» | Киев                    |                                         |
| Цеков, Сергей Павлович             | 1953         | Партия регионов                                             | Блок «За Януковича!»                       | Симферополь             |                                         |
| Черевков, Николай Викторович       | 1955         | Партия регионов                                             | Блок «За Януковича!»                       | Керчь                   |                                         |
| Черкашин, Владимир Сергеевич       | 1952         | Партия «Русский блок»                                       | Блок «За Януковича!»                       | Симферополь             |                                         |
| Черняк, Алексей Юрьевич            | 1973         | Партия регионов                                             | Блок «За Януковича!»                       | Симферополь             |                                         |
| Чулкова, Лариса Владимировна       | 1954         | Партия «Русский блок»                                       | Блок «За Януковича!»                       | Симферополь             |                                         |
| Шацких, Алексей Алексеевич         | 1964         | Партия «Союз»                                               | Партия «Союз»                              | Советский район         | депутат в июле-ноябре 2010              |
| Шарейко, Василий Васильевич        | 1979         | Прогрессивная социалистическая партия Украины               | Блок Наталии Витренко «Народная оппозиция» | Симферополь             |                                         |
| Шевцов, Александр Александрович    | 1948         | Партия «Русский блок»                                       | Блок «За Януковича!»                       | Симферополь             |                                         |
| Шкаберин, Владимир Николаевич      | 1952         | беспартийный                                                | избирательный блок «Блок Куницына»         | Симферополь             |                                         |
| Шуфрич, Нестор Иванович            | 1966         | Социал-демократическая партия Украины (объединенная)        | Оппозиционный блок НЕ ТАК!                 | Черкассы                | депутат в апреле 2006 - ноябре 2007     |
| Ясинский, Владимир Борисович       | 1959         | Партия регионов                                             | Блок «За Януковича!»                       | Киев                    |                                         |